# Pine Ridge (Nebraska)
Pine Ridge je naseljeno područje za statističke svrhe u američkoj saveznoj državi Nebraska. Prema popisu stanovništva iz 2010. u njemu je živjelo. stanovnika.